# Arenivaga haringtoni
Arenivaga haringtoni (лат.) — вид песчаных тараканов-черепашек рода Arenivaga из семейства Corydiidae (или Polyphagidae). Обнаружены в Северной Америке: штаты Аризона и Невада (США). Этот вид назван в честь Дональда Харингтона (Donald Harington), автора «The Cockroaches of Stay More», новеллы об удивительных животных.

## Описание
Среднего размера тараканы овально-вытянутой формы: длина тела 16,9—18,3 мм; наибольшая ширина тела (GW) 7,6—10,7 мм; ширина пронотума (PW) около 6 мм; длина пронотума (PL) около 4 мм. Соотношение длины тела к его наибольшей ширине у голотипа (TL/GW) 2,02. На голове два крупных выступающих оцеллия (0,35 × 0,25 мм). Основная окраска коричневая. Пронотум полупрозрачный, восково-бежевый; дорсальная поверхность пронотума с короткими оранжево-коричневыми волосками, которые толще и длиннее латерально; пронотальный рисунок тёмно-коричневый до красно-коричневого («лицо пантеры», с некоторыми различимыми деталями и обширным ореолом, в целом со всех сторон). Имеет два коготка на лапках. Ноги и тело светло-коричневые; стерниты средне-коричневые латерально; подколенная пластинка светло-коричневая с более тёмным задним краем; асимметричная с округлыми вершинами. Крылья вытянуты далеко за вершину брюшка (~40 % длины крыла); цвет варьируется от равномерного средне-коричневого до пятнистого коричневого; поверхность может быть матовой и непрозрачной или полупрозрачной и блестящей. Arenivaga haringtoni можно отличить по тёмно-коричневому цвету, так как это единственный вид такого цвета, встречающийся в его ареале. Если нет информации о местонахождении, его можно отличить по длинному медиальному краю на правом дорсальном фалломере, который простирается назад на некоторое расстояние за пределы остальной части фалломера.
Все детали биологии остаются неисследованными. Питаются, предположительно, как и другие виды своего рода, микоризными грибами, листовым детритом пустынных кустарников и семенами, собранными млекопитающими. В надземных условиях живут только крылатые самцы (отличаются ярко выраженным половым диморфизмом: самки рода Arenivaga бескрылые, внешне напоминают мокриц). Вид был впервые описан в 2014 году американским энтомологом Хейди Хопкинсом (Heidi Hopkins).